# Embalse Chacrillas
El Embalse Chacrillas es un cuerpo de agua artificial ubicado a 16 km al nororiente de la ciudad de Putaendo, en la Región de Valparaíso, Chile. El embalse regula los caudales del río Rocín, afluente del río Putaendo.
Comenzó su construcción en mayo de 2011, y su lago artificial, una vez terminado, tendrá una extensión de 92 hectáreas.